# Герб Ємільчинського району
Герб Ємі́льчинського райо́ну — офіційний символ Ємільчинського району Житомирської області, затверджений рішенням 10 сесії V скликання Ємільчинської районної ради від 18 травня 2007 року № 193.
Автор кінцевого варіанту герба — А. Ґречило.

## Опис герба
Герб являє собою заокруглений щит, на якому у золотому стовпі три сині квітки льону з золотими серединками. У правій червоній частині щита — срібний конюшиноподібний хрест із подовженим нижнім раменом на базі, в лівій зеленій — золотий сніп пшениці. На синій базі два золотих дубових листки в косий хрест.
Щит обрамований золотим декоративним бароковим картушем і увінчаний золотою районною короною.

## Значення символіки
Головна ідея герба — відображення історичних, економічних та природничих особливостей Ємільчинського району.
Червона барва символізує любов, мужність, великодушність і була притаманною символіці козацької доби періоду становлення української нації.
Срібний хрест на постаменті — фрагмент скульптурної групи, родинного поховання вельмож Уварових. Час, коли ємільчинські землі перебували у володінні Уварових (кін. 18 — поч. 20 ст.), позитивно позначився на економічному і культурному розвитку регіону. Об'єкт є пам'яткою історії і культури, занесений до державного реєстру культурної спадщини.
Золотий сніп є символом споконвічного заняття поліщуків — землеробства і характеризує район як сільськогосподарський. Водночас оперезаний перевеслом сніп символізує єднання та згуртованість територіальних громад, їх силу та добробут. Зелена барва підкреслює розташування району в зоні українського Полісся.
Квіти льону відображають одну з основних галузей рослинництва — льонарство, підкреслюють її значення в минулому і сучасному краю, символізують єдність поколінь і славу льонарських традицій, прагнення людей до мирної праці.
Синій колір основи щита символізує чесність, вірність, досконалість і духовність. У гербі він також має додаткове смислове навантаження як символ численних річок, озер ставків, яких багато на Ємільчинщині.
Золоті листки дуба, покладені навхрест, акцентують значення лісівництва в економіці району, успішний розвиток лісового господарства та деревообробної промисловості.